# Tournoi de clôture du championnat de Colombie de football 2016
Navigation
Tournoi précédent Tournoi suivant
Le tournoi de clôture de la saison 2016 du Championnat de Colombie de football est le deuxième tournoi de la soixante-neuvième édition du championnat de première division professionnelle en Colombie. 
Les vingt meilleures équipes du pays disputent le championnat semestriel qui se déroule en deux phases :
- lors de la phase régulière, les équipes s'affrontent une fois plus une rencontre face à une formation du même secteur géographique.
- les huit premiers du classement disputent la phase finale, jouée sous forme de rencontres à élimination directe en matchs aller-retour.

La relégation est décidée en faisant la moyenne des points obtenus lors des trois dernières saisons (2014, 2015 et 2016). Les deux clubs les moins performants sont relégués en Primera B.
C'est l'Independiente Santa Fe qui remporte le tournoi, après avoir battu en finale le Deportes Tolima. C'est le neuvième titre de champion de l'histoire du club.

## Qualifications continentales
Le vainqueur du tournoi Clôture se qualifie pour la phase de groupes de la prochaine édition de la Copa Libertadores. Un classement cumulé des tournois Ouverture et Clôture offre une autre place à la meilleure équipe non encore qualifiée (la troisième place est détenue par le vainqueur du tournoi Ouverture) et deux places aux équipes suivantes. Enfin, la troisième place en Copa Sudamericana est réservée au vainqueur de la Copa Colombia.

## Les clubs participants
- Atlético Nacional
- Atlético Huila
- Boyacá Chicó
- Atlético Bucaramanga
- Fortaleza FC
- Deportes Tolima
- Deportivo Cali
- Deportivo Pasto
- Envigado FC
- Jaguares de Cordoba
- Independiente Medellin
- Águilas Pereira
- Atlético Junior
- Club Deportivo La Equidad
- Millonarios Fútbol Club
- Once Caldas
- Patriotas FC
- Alianza Petrolera
- Independiente Santa Fe
- Cortuluá

## Compétition
Le barème utilisé pour établir l'ensemble des classements est le suivant :
- Victoire : 3 points
- Match nul : 1 point
- Défaite : 0 point

### Phase régulière
| Rang | Équipe                    | Pts | J  | G  | N  | P  | Bp | Bc | Diff |
| ---- | ------------------------- | --- | -- | -- | -- | -- | -- | -- | ---- |
| 1    | Atlético Nacional         | 37  | 20 | 9  | 10 | 1  | 32 | 19 | +13  |
| 2    | Deportivo Cali            | 34  | 20 | 10 | 4  | 6  | 25 | 17 | +8   |
| 3    | Deportes Tolima           | 33  | 20 | 8  | 9  | 3  | 25 | 16 | +9   |
| 4    | Independiente Santa Fe    | 33  | 20 | 9  | 6  | 5  | 22 | 15 | +7   |
| 5    | Independiente MedellínT   | 33  | 20 | 9  | 6  | 5  | 31 | 26 | +5   |
| 6    | Millonarios Fútbol Club   | 33  | 20 | 10 | 3  | 7  | 28 | 23 | +5   |
| 7    | Atlético Bucaramanga      | 32  | 20 | 9  | 5  | 6  | 26 | 19 | +7   |
| 8    | Patriotas FC              | 32  | 20 | 9  | 5  | 6  | 23 | 19 | +4   |
| 9    | Envigado FC               | 32  | 20 | 9  | 5  | 6  | 23 | 20 | +3   |
| 10   | Alianza Petrolera         | 30  | 20 | 8  | 6  | 6  | 22 | 17 | +5   |
| 11   | Atlético Junior           | 28  | 20 | 7  | 7  | 6  | 25 | 27 | -2   |
| 12   | Águilas Pereira           | 26  | 20 | 7  | 5  | 8  | 23 | 28 | -5   |
| 13   | Once Caldas               | 25  | 20 | 7  | 4  | 9  | 25 | 24 | +1   |
| 14   | Club Deportivo La Equidad | 23  | 20 | 5  | 8  | 7  | 24 | 27 | -3   |
| 15   | Jaguares de Cordoba       | 23  | 20 | 6  | 5  | 9  | 16 | 20 | -4   |
| 16   | Atlético Huila            | 23  | 20 | 6  | 5  | 9  | 18 | 27 | -9   |
| 17   | Fortaleza FC              | 20  | 20 | 5  | 5  | 10 | 20 | 28 | -8   |
| 18   | Deportivo Pasto           | 20  | 20 | 5  | 5  | 10 | 19 | 28 | -9   |
| 19   | Cortuluá                  | 14  | 20 | 3  | 5  | 12 | 22 | 34 | -12  |
| 20   | Boyacá Chicó              | 14  | 20 | 4  | 2  | 14 | 18 | 33 | -15  |

### Phase finale
|  | Quarts de finale        | Quarts de finale        | Quarts de finale       | Quarts de finale       |                        |                        | Demi-finales | Demi-finales | Demi-finales | Demi-finales |  |  | Finale | Finale | Finale | Finale |
|  |                         |                         |                        |                        |                        |                        |              |              |              |              |  |  |        |        |        |        |
|  |                         |                         |                        |                        |                        |                        |              |              |              |              |  |  |        |        |        |        |
|  |                         |                         |                        |                        |                        |                        |              |              |              |              |  |  |        |        |        |        |
|  | Atlético Bucaramanga    | Atlético Bucaramanga    | 2                      | 1                      |                        |                        |              |              |              |              |  |  |        |        |        |        |
|  | Atlético Bucaramanga    | Atlético Bucaramanga    | 2                      | 1                      |                        |                        |              |              |              |              |  |  |        |        |        |        |
|  | Deportivo Cali          | Deportivo Cali          | 1                      | 1                      |                        |                        |              |              |              |              |  |  |        |        |        |        |
|  | Deportivo Cali          | Deportivo Cali          | 1                      | 1                      | Atlético Bucaramanga   | Atlético Bucaramanga   | 1            | 1 (2)        |              |              |  |  |        |        |        |        |
|  |                         |                         |                        |                        | Atlético Bucaramanga   | Atlético Bucaramanga   | 1            | 1 (2)        |              |              |  |  |        |        |        |        |
|  |                         |                         | Deportes Tolima tab    | Deportes Tolima tab    | 0                      | 2 (4)                  |              |              |              |              |  |  |        |        |        |        |
|  | Patriotas FC            | Patriotas FC            | Deportes Tolima tab    | Deportes Tolima tab    | 0                      | 2 (4)                  | 1            | 1 (0)        |              |              |  |  |        |        |        |        |
|  | Patriotas FC            | Patriotas FC            |                        |                        |                        |                        |              | 1 (0)        |              |              |  |  |        |        |        |        |
|  | Deportes Tolima tab     | Deportes Tolima tab     | 2                      | 0 (3)                  |                        |                        |              |              |              |              |  |  |        |        |        |        |
|  | Deportes Tolima tab     | Deportes Tolima tab     | 2                      | 0 (3)                  | Deportes Tolima        | Deportes Tolima        | 0            | 0            |              |              |  |  |        |        |        |        |
|  |                         |                         |                        |                        | Deportes Tolima        | Deportes Tolima        | 0            | 0            |              |              |  |  |        |        |        |        |
|  |                         |                         | Independiente Santa Fe | Independiente Santa Fe | 0                      | 1                      |              |              |              |              |  |  |        |        |        |        |
|  | Independiente Medellín  | Independiente Medellín  | Independiente Santa Fe | Independiente Santa Fe | 0                      | 1                      | 1            | 0            |              |              |  |  |        |        |        |        |
|  | Independiente Medellín  | Independiente Medellín  |                        |                        |                        |                        |              |              |              |              |  |  |        |        |        |        |
|  | Independiente Santa Fe  | Independiente Santa Fe  | 2                      | 2                      |                        |                        |              |              |              |              |  |  |        |        |        |        |
|  | Independiente Santa Fe  | Independiente Santa Fe  | 2                      | 2                      | Independiente Santa Fe | Independiente Santa Fe | 1            | 4            |              |              |  |  |        |        |        |        |
|  |                         |                         |                        |                        | Independiente Santa Fe | Independiente Santa Fe | 1            | 4            |              |              |  |  |        |        |        |        |
|  |                         |                         | Atlético Nacional      | Atlético Nacional      | 1                      | 0                      |              |              |              |              |  |  |        |        |        |        |
|  | Millonarios Fútbol Club | Millonarios Fútbol Club | Atlético Nacional      | Atlético Nacional      | 1                      | 0                      | 2            | 0            |              |              |  |  |        |        |        |        |
|  | Millonarios Fútbol Club | Millonarios Fútbol Club |                        |                        |                        |                        |              | 0            |              |              |  |  |        |        |        |        |
|  | Atlético Nacional       | Atlético Nacional       | 1                      | 3                      |                        |                        |              |              |              |              |  |  |        |        |        |        |
|  | Atlético Nacional       | Atlético Nacional       | 1                      | 3                      |                        |                        |              |              |              |              |  |  |        |        |        |        |
|  |                         |                         |                        |                        |                        |                        |              |              |              |              |  |  |        |        |        |        |

### Classement cumulé
| Rang | Équipe                    | Pts | J  | G  | N  | P  | Bp | Bc | Diff |
| ---- | ------------------------- | --- | -- | -- | -- | -- | -- | -- | ---- |
| 1    | Independiente Santa FeClo | 85  | 48 | 24 | 13 | 11 | 62 | 38 | +24  |
| 2    | Atlético NacionalCLC      | 84  | 48 | 22 | 18 | 8  | 82 | 49 | +33  |
| 3    | Independiente MedellinOuv | 83  | 48 | 23 | 14 | 11 | 74 | 53 | +21  |
| 4    | Millonarios Fútbol Club   | 76  | 44 | 23 | 7  | 14 | 64 | 48 | +16  |
| 5    | Atlético Junior           | 71  | 46 | 18 | 17 | 11 | 59 | 55 | +4   |
| 6    | Deportivo Cali            | 70  | 44 | 20 | 10 | 14 | 64 | 51 | +13  |
| 7    | Patriotas FC              | 64  | 42 | 18 | 10 | 14 | 47 | 44 | +3   |
| 8    | Deportes Tolima           | 64  | 46 | 17 | 13 | 16 | 54 | 53 | +1   |
| 9    | Águilas Pereira           | 62  | 42 | 17 | 11 | 14 | 55 | 53 | +2   |
| 10   | Atlético Bucaramanga      | 62  | 44 | 14 | 20 | 10 | 52 | 50 | +2   |
| 11   | Deportivo Tuluá           | 52  | 44 | 13 | 13 | 18 | 57 | 62 | -5   |
| 12   | Once Caldas               | 51  | 40 | 14 | 9  | 17 | 51 | 46 | +5   |
| 13   | Envigado FC               | 51  | 40 | 13 | 12 | 15 | 44 | 42 | +2   |
| 14   | Alianza Petrolera         | 47  | 40 | 12 | 11 | 17 | 46 | 55 | -9   |
| 15   | Jaguares de Cordoba       | 46  | 40 | 12 | 10 | 18 | 32 | 49 | -17  |
| 16   | Deportivo Pasto           | 44  | 40 | 10 | 14 | 16 | 38 | 51 | -13  |
| 17   | Club Deportivo La Equidad | 42  | 40 | 9  | 15 | 16 | 44 | 57 | -13  |
| 18   | Atlético Huila            | 42  | 40 | 11 | 9  | 20 | 36 | 53 | -17  |
| 19   | Fortaleza FC              | 35  | 40 | 9  | 8  | 23 | 36 | 62 | -26  |
| 20   | Boyacá Chicó              | 31  | 40 | 7  | 10 | 23 | 35 | 61 | -26  |

|  | Qualification pour la Coupe du monde des clubs 2016 et la Copa Libertadores 2017                                                                                         |
|  | Qualification pour la Copa Libertadores 2017 |
|  | Qualification pour la Copa Sudamericana 2017 |
|  | Relégation directe en Torneo Aguila |
|  | Ouv : Vainqueur du tournoi Ouverture 2016 Clo : Vainqueur du tournoi Clôture 2016 C : Vainqueur de la Coupe de Colombie 2016 CL : Vainqueur de la Copa Libertadores 2016 |

- En tant que vainqueur de la Copa Libertadores 2016, l'Atlético Nacional se qualifie à la fois pour la Copa Libertadores 2017 et la Coupe du monde des clubs 2016.

## Bilan de la saison
| Championnat de Colombie de football 2016 | |
| Champion                                 | Independiente Santa Fe (9e titre)                                                                                         |
| Coupes et trophées                       | |
| Vainqueur de la Coupe de Colombie 2016   | Atlético Junior |
| Qualifications continentales             | |
| Coupe du monde des clubs 2016            | Atlético Nacional |
| Copa Libertadores 2017                   | Atlético Nacional (tenant du titre) Independiente Medellin Independiente Santa Fe Millonarios Fútbol Club Atlético Junior |
| Copa Sudamericana 2017                   | Deportivo Cali Patriotas FC Deportes Tolima Águilas Pereira                                                               |
| Promotions et relégations                | |
| Promus en Liga Aguila                    | América de Cali |
| Promus en Liga Aguila                    | Tigres Fútbol Club |
| Relégués en Torneo Aguila                | Boyacá Chicó |
| Relégués en Torneo Aguila                | Fortaleza FC |